# 梓洞线
梓洞线（朝鲜语：／ Chaedong sŏn */?）是朝鮮民主主義人民共和國平安南道殷山郡的一條鐵道線路，站點為九井站到梓洞站。

## 路线概况
- 距离：4.4
- 车站数：2
- 轨距：1435mm
- 电气化区间：直流3kV
- 复线区间：无